# La Quinta Classic 1983
Il La Quinta Classic 1983, noto come Congoleum Classic 1983 per motivi di sponsorizzazione, è stato un torneo professionistico maschile di tennis giocato sul cemento. È stata la 10ª edizione del Torneo di Indian Wells e faceva parte del Volvo Grand Prix 1983. Il torneo si è giocato dal 21 al 28 febbraio 1983 al La Quinta Resort and Club di La Quinta, negli Stati Uniti.

## Campioni

### Singolare
José Higueras ha battuto in finale  Eliot Teltscher con il punteggio di 6–4, 6–2

### Doppio
Brian Gottfried /  Raúl Ramírez hanno battuto in finale  Tian Viljoen /  Danie Visser con il punteggio di 6–3, 6–3